# 毛家镇 (安岳县)
毛家镇，是中华人民共和国四川省资阳市安岳县下辖的一个乡镇级行政单位。

## 行政区划
毛家镇下辖以下地区：
石塘村、河中村、五星村、红旗村、河咀村、交通村、前进村、安潼村、春水村、互利村和燕坡村。